# 京成バス東雲車庫

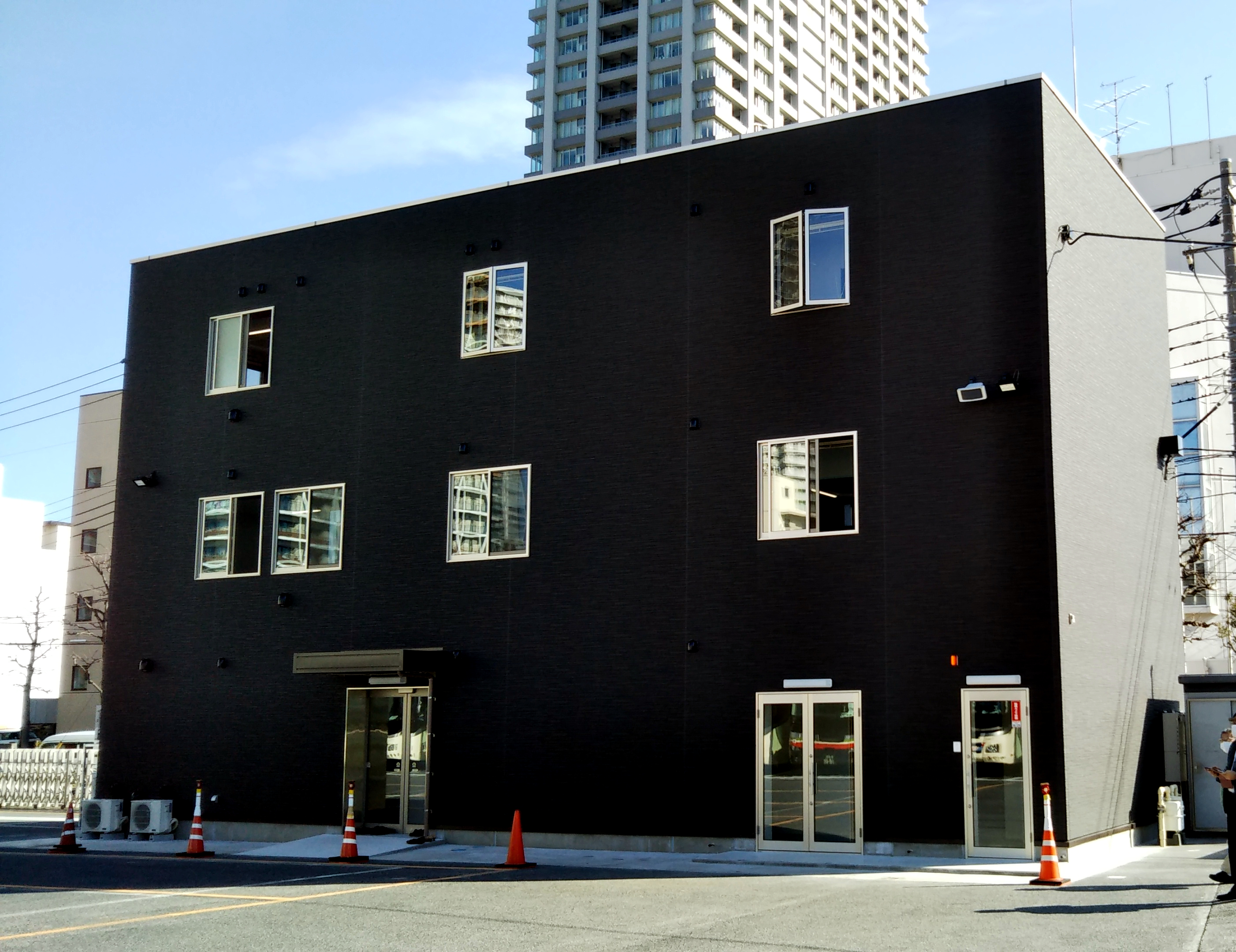
一般公開された東雲車庫新社屋（東京BRT社屋と兼用）

京成バス東雲車庫（けいせいバスしののめしゃこ）は、京成バスの高速バス停留所・操車場。 京成バス奥戸営業所の配下にある。2020年より東京BRTが同居中。
京成バス東雲営業所と表記される場合がある。

## 沿革
- 2010年9月 - 供用開始（マイタウン・ダイレクトバスユーカリが丘ルート開設とほぼ同時期）。
- 2020年3月 - 東京BRTと共用となる新社屋が落成。

## 発着路線
- マイタウン・ダイレクトバス
  - ユーカリが丘ルート（京成バス・千葉内陸バス・ちばグリーンバス）
- 東京 - 木更津線（京成バス・日東交通）
  - 木更津金田バスターミナル・木更津駅西口・イオンモール木更津・君津製鐵所行き
- 東京 - 君津線（京成バス・日東交通）
  - 木更津金田バスターミナル・君津バスターミナル・君津駅南口・青堀駅行き
- 東京 - 白子線（ちばフラワーバス・小湊鉄道）
  - 大網駅・白子中里行き